# Хвороби ендокринної системи
Гормона́льні пору́шення, або Ендокринні захворювання — клас захворювань, які виникають у разі порушення функції залоз внутрішньої секреції. Залози можуть виділяти гормони в надлишку, що супроводжується їх гіперфункцією (понад норму). В інших випадках залози можуть виробляти мало гормонів, тоді виявляється недостатність їх в організмі — гіпофункція (менше норми). Гіпер- і гіпофункція призводять до порушення життєдіяльності організму, виникнення захворювань.

## Гіпофіз
Найпоказовішим у цьому випадку є гіпофіз. Він невеликий за розміром, маса його 0,35—0,65 г, розміщений біля основи мозку, з яким з'єднаний за допомогою ніжки. В гіпофізі виділяють дві частки — передню і задню, а також проміжну частину (входить до складу передньої частки). Усі вони продукують гормони з різними функціями.
Передня частка виробляє кілька гормонів. Один з них впливає на ріст тіла, інші — на діяльність статевих залоз, щитоподібної, надниркових залоз тощо. Гормон стимулює розвиток організму, одночасно впливаючи на обмін жирів, вуглеводів і білків. При надлишку цього гормону розвивається гігантизм. У дітей і дорослих хвороба виявляється по-різному. Зріст хворих дітей значно перевищує зріст однолітків, і в юному віці вони можуть досягати двох метрів.
Якщо гіперфункція передньої частки гіпофіза розвивається у дорослих, то у них ніби відновлюється ріст. При цьому збільшуються тільки ті частини тіла (руки, ноги, язик, ніс, щелепи), які не втратили здатність рости. Захворювання називають акромегалією.
При недостатній кількості гормону росту у дітей розвивається карликовість. На відміну від кретинізму, що пов'язаний з гіпофункцією щитоподібної залози, зберігаються пропорції тіла і психічний розвиток. Якщо захворювання виникає у дорослих, то змінюється обмін речовин, який супроводжується тяжким ожирінням або, навпаки, схудненням (виснаженням). Проміжна частина гіпофіза виділяє гормон, що регулює утворення пігменту шкіри.
Задня частка гіпофіза нагромаджує гормони вазопресин і окситоцин, що надходять у неї від підгорбової ділянки (гіпоталамус). Вазопресин підвищує артеріальний тиск і пригнічує утворення сечі. Знижена функція задньої частки призводить до нецукрового діабету. Це захворювання супроводжується виділенням надзвичайно великої кількості сечі — 5 л і більше за добу. На відміну від цукрового діабету, сеча не містить глюкози. Другий гормон — окситоцин — діє на мускулатуру матки, зумовлюючи її скорочення.
Як видно з далеко не повного опису значення гіпофіза, ця залоза має сильний і різноманітний безпосередній вплив на організм. Крім того, гіпофіз регулює діяльність інших ендокринних залоз: щитоподібної, статевих, надниркових.

## Щитоподібна залоза
Щитоподібна залоза розміщена спереду від дихального горла і по боках гортані. Маса її близько 30—40 г. Продукує гормон тироксин, її природжене недорозвинення призводить до захворювання на мікседему і кретинізм. Мікседема зумовлюється недостатністю тироксину. При цьому відбувається надлишкове нагромадження в шкірі складних сполук, через що вона здається товстою. Затримується процес скостеніння. Діти повільно ростуть, пізніше звичайного починають ходити й сидіти. Кретинізм — більш тяжка форма недостатності функції щитоподібної залози. У хворих затримується фізичний і психічний розвиток. Хворі діти виростають не більше 140 см і такими залишаються на все життя. При цьому тіло їх непропорційне, білковий і сольовий обміни знижені, а вуглеводний підвищений; затримується розвиток мови.
Штучне введення гормонів в організм поліпшує, однак повністю не нормалізує розвиток.
При підвищеному виділенні щитоподібною залозою тироксину розвивається базедова хвороба. Вона характеризується інтенсивним обміном речовин, вирячкуватістю, підвищеною збудливістю нервової системи, дрижанням кінцівок, схудненням. Лікування спрямоване на пригнічення активності продукування гормонів, хірургічне видалення більшої частини залози.
Отже, від гормонів щитоподібної залози залежать правильний розвиток тканин, зокрема кісткової системи, обмін речовин, функція нервової системи.

## Підшлункова залоза
Підшлункова залоза поряд з утворенням травних ферментів здійснює синтез деяких гормонів — інсуліну, глюкагону, з яких ми розглянемо інсулін. Він утворюється спеціальними клітинами панкреатичних острівців (острівців Лангерганса) цієї залози і складається з 51 амінокислоти. Під впливом інсуліну підвищується проникність цитоплазматичних мембран, відбувається проникнення молекул глюкози з крові в клітини, посилюється синтез складного вуглеводу глікогену. В нормі вміст глюкози в крові коливається від 4,4 до 6,6 ммоль/л. В разі недостатнього утворення інсуліну клітинами підшлункової залози або порушення його засвоєння в організмі не відбувається утилізація тканинами глюкози з плазми крові, і тоді різко підвищується її кількість у крові й тканинах. Це супроводжується порушенням обміну не лише вуглеводів, а й інших сполук нормальної життєдіяльності, і розвивається захворювання — цукровий діабет. Крім глюкози в крові і сечі нагромаджуються кислі продукти обміну речовин. Вони виділяються з сечею, кількість якої збільшена, оскільки хворі п'ють багато води, щоб утамувати спрагу, яка супроводжує цю хворобу. Для лікування хворих застосовують препарати інсуліну або речовини з подібною дією. Вони нормалізують обмін вуглеводів. Для профілактики цукрового діабету слід вести здоровий спосіб життя, який передбачає не лише дотримання режиму праці та відпочинку, а й раціональне харчування, нормальну психологічну обстановку в сім'ї і колективі. Введений інсулін діє недовго, і його вводять щодня. Вчені інтенсивно працюють над розробленням препаратів тривалішої дії.

## Надниркові залози
У корі надниркових залоз синтезуються гормони під загальною назвою кортикостероїди, їх близько 40 видів. Серед широко використовуваних у медицині відомі кортизон і гідрокортизон. Вони регулюють обмін вуглеводів, перешкоджають розвитку запалення. При нестачі цих гормонів виникає бронзова хвороба, за якої шкіра набуває бронзового кольору. Крім того, людина худне, втрачає працездатність через розлади нервовом'язової системи. Функція надниркових залоз складна і різноманітна: вони регулюють обмін речовин, тиск крові, тонус м'язів, стан імунітету. Для запобігання захворюванням надниркових залоз важливо зміцнювати психоемоційне здоров'я, раціонально загартовувати організм, що дає можливість уникнути простудних захворювань.